# Blanquita Honorato
Blanquita Honorato Lira es una psicóloga y política chilena. Entre enero de 2021 y marzo de 2022, ejerció como subsecretaria de la Niñez, bajo el segundo gobierno del presidente Sebastián Piñera.

## Estudios y vida profesional
Es psicóloga laboral-organizacional de la Pontificia Universidad Católica (PUC) y máster en administración pública de la Universidad de Nueva York. Entre marzo de 2009 y abril de 2010, fue analista de Desarrollo Organizacional en el Banco Internacional.
Fue directora ejecutiva de la Fundación Padre Semería, profesional de la Dirección de Desarrollo Comunitario de la Municipalidad de Ñuñoa, asesora del ministro de Desarrollo Social y jefa de Desarrollo Comunitario en la extinta Subsecretaría de Carabineros, ambos cargos durante el primer gobierno de Sebastián Piñera.
Entre junio y julio de 2020, sirvió como subsecretaria de la Niñez de forma subrogante. Luego desde esa fecha, hasta diciembre de 2020, se desempeñó como jefa de la División de Promoción y Prevención en la Subsecretaría de la Niñez.
Paralelamente, es coautora y editora del libro La Infancia Vulnerada y coautora coordinadora del Estudio sobre Sistemas de Protección Especializada a la Niñez y Adolescencia del Consejo Nacional de la Infancia, Centro de Políticas Públicas UC.
Actualmente se desempeña como Directora Ejecutiva de la Fundación Candelaria Apoya
Está casada y es madre de cuatro hijos.